# Men and Masculinities
Men and Masculinities é uma revista acadêmica trimestral revisada por pares que cobre os estudos masculinos. Foi criado em 1998 e é publicado pela SAGE Publications. Os co-editores são os Drs. Kristen Barber, Tristan Bridges e Joseph D. Nelson.

## Abstração e indexação
A revista é resumida e indexada no Scopus e no Social Sciences Citation Index. De acordo com o Journal Citation Reports, a revista tem um fator de impacto de 1.863 em 2017, classificando-a em 35º lugar entre 146 revistas na categoria "Sociologia".